# Sarràs
Sarràs (en francès Sarras) és un municipi francès situat al departament de l'Ardecha i a la regió d'Alvèrnia-Roine-Alps. L'any 2007 tenia 2.066 habitants.

## Demografia

### Població
El 2007 la població de fet de Sarras era de 2.066 persones. Hi havia 850 famílies de les quals 246 eren unipersonals (121 homes vivint sols i 125 dones vivint soles), 275 parelles sense fills, 275 parelles amb fills i 54 famílies monoparentals amb fills.
La població ha evolucionat segons el següent gràfic:
Habitants censats

### Habitatges
El 2007 hi havia 978 habitatges, 868 eren l'habitatge principal de la família, 28 eren segones residències i 82 estaven desocupats. 774 eren cases i 200 eren apartaments. Dels 868 habitatges principals, 613 estaven ocupats pels seus propietaris, 247 estaven llogats i ocupats pels llogaters i 7 estaven cedits a títol gratuït; 6 tenien una cambra, 61 en tenien dues, 166 en tenien tres, 274 en tenien quatre i 360 en tenien cinc o més. 699 habitatges disposaven pel capbaix d'una plaça de pàrquing. A 406 habitatges hi havia un automòbil i a 360 n'hi havia dos o més.

### Piràmide de població
La piràmide de població per edats i sexe el 2009 era:
| Homes | Edats   | Dones |
| ----- | ------- | ----- |
| 0     | 95 o +  | 0     |
| 4     | 90 a 94 | 0     |
| 8     | 85 a 89 | 12    |
| 4     | 80 a 84 | 12    |
| 20    | 75 a 79 | 32    |
| 40    | 70 a 74 | 68    |
| 60    | 65 a 69 | 80    |
| 40    | 60 a 64 | 44    |
| 40    | 55 a 59 | 52    |
| 64    | 50 a 54 | 44    |
| 92    | 45 a 49 | 96    |
| 64    | 40 a 44 | 48    |
| 52    | 35 a 39 | 56    |
| 80    | 30 a 34 | 80    |
| 72    | 25 a 29 | 72    |
| 28    | 20 a 24 | 44    |
| 80    | 15 a 19 | 52    |
| 56    | 10 a 14 | 56    |
| 56    | 5 a 9   | 48    |
| 48    | 0 a 4   | 40    |

## Economia
El 2007 la població en edat de treballar era de 1.310 persones, 946 eren actives i 364 eren inactives. De les 946 persones actives 846 estaven ocupades (448 homes i 398 dones) i 100 estaven aturades (50 homes i 50 dones). De les 364 persones inactives 138 estaven jubilades, 102 estaven estudiant i 124 estaven classificades com a «altres inactius».

### Ingressos
El 2009 a Sarras hi havia 905 unitats fiscals que integraven 2.135 persones, la mediana anual d'ingressos fiscals per persona era de 16.734 €.

### Activitats econòmiques
Dels 82 establiments que hi havia el 2007, 2 eren d'empreses extractives, 3 d'empreses alimentàries, 6 d'empreses de fabricació d'altres productes industrials, 10 d'empreses de construcció, 18 d'empreses de comerç i reparació d'automòbils, 3 d'empreses de transport, 6 d'empreses d'hostatgeria i restauració, 2 d'empreses financeres, 8 d'empreses immobiliàries, 6 d'empreses de serveis, 13 d'entitats de l'administració pública i 5 d'empreses classificades com a «altres activitats de serveis».
Dels 25 establiments de servei als particulars que hi havia el 2009, 1 era una oficina de correu, 1 una oficina bancària, 1 funerària, 5 tallers de reparació d'automòbils i de material agrícola, 5 guixaires pintors, 3 fusteries, 2 lampisteries, 2 perruqueries, 2 restaurants i 3 agències immobiliàries.
Dels 8 establiments comercials que hi havia el 2009, 2 eren botigues de més de 120 m², 2 fleques, 2 carnisseries, 1 una llibreria i 1 una floristeria.
L'any 2000 a Sarras hi havia 40 explotacions agrícoles que ocupaven un total de 380 hectàrees.

## Equipaments sanitaris i escolars
El 2009 hi havia 1 farmàcia i 1 ambulància.
El 2009 hi havia 1 escola maternal i 2 escoles elementals.

## Poblacions més properes
El següent diagrama mostra les poblacions més properes.